# Damascenone

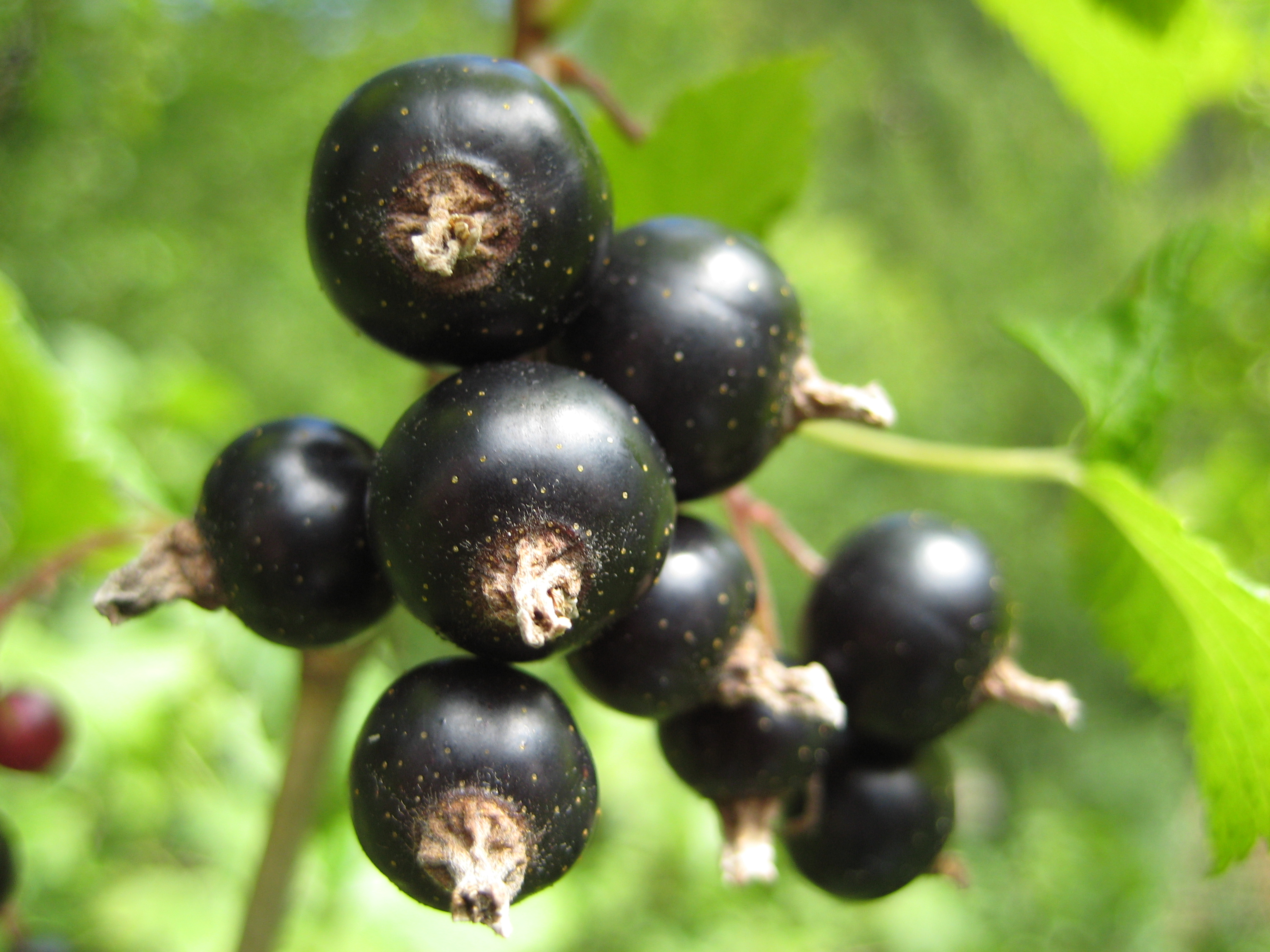
Schwarze Johannisbeere

Damascenone sind eine Reihe von eng verwandten chemischen Verbindungen, die Bestandteil einer Vielzahl von ätherischen Ölen sind. Sie gehören zu einer Familie von Chemikalien, die als Rosen-Ketone bezeichnet werden und auch Damascone und Jonone enthalten. Beta-Damascenon ist trotz seiner sehr geringen Konzentration ein wesentlicher Faktor des Duftes von Rosen und ein wichtiger chemischer Duftstoff der Parfümindustrie. Es kommt natürlich in Apfelsaft, Aprikose, schwarzen Johannisbeeren, Trauben, Himbeeren, Erdbeeren, Cognac, Rum, Whisky und Scotch vor. In der EU ist β-Damascenon als Racemat durch die Verordnung (EG) Nr. 1334/2008 (Aromenverordnung) mit der FL-Nummer 07.108 als Aromastoff für Lebensmittel zugelassen.

## Darstellung
β-Damascenon kann aus Prenylphenylsulfon dargestellt werden. Natürlich entsteht es wahrscheinlich durch eine Biosynthese aus Carotinoiden. γ-Damascenon kann aus einem γ-Safransäureester mit Dimedoncarboxylat als Ausgangsmaterial hergestellt werden, in dem durch Umsetzung des γ-Esters mit einer Arylverbindung umgesetzt wird.

## Vertreter
Bisher sind vier Damascenone bekannt, die sich durch die Lage der Doppelbindungen unterscheiden.
| keine Einstufung verfügbar |

| Gefahrensymbol |

| keine Einstufung verfügbar |